# Camdenton
Camdenton è un comune degli Stati Uniti d'America, situato nello Stato del Missouri, nella contea di Camden, della quale è il capoluogo.